# アノマロカリス (小惑星)
アノマロカリス (8564 Anomalocaris) は、太陽系の小惑星帯を形成する小惑星の一つ。
日本の和歌山県東牟婁郡那智勝浦町下里にある下里水路観測所（那智勝浦天文観測所、en）で、1995年（平成7年）10月17日にアマチュア天文家の清水義定および浦田武によって発見された。古生代カンブリア紀に地球の海に棲息していた動物の一種（1属）である Anomalocaris （アノマロカリス）にちなんで命名された。